# IZh-54
A IZh-54 (em russo:  ИЖ-54) é uma espingarda de cano duplo soviética.

## História
A IZh-54 foi projetada entre 1951 e 1954, e sua produção em série teve início em 1954.
Desde 1961, um novo verniz com características aprimoradas tem sido utilizado para proteger as partes de madeira da arma.
Em dezembro de 1964, o preço de uma IZh-54 padrão era de 90 rublos. O preço de uma espingarda IZh-54 personalizada (com gravuras e com coronha e guarda-mão de nogueira) variava entre 170 e 250 rublos.
No total, 477.695 espingardas IZh-54 foram fabricadas entre 1954 e 1969, e mais de setenta mil delas foram vendidas para o exterior.
Foi a primeira espingarda da Fábrica Mecânica de Ijevsk a ser vendida em grandes quantidades no exterior.
Em janeiro de 1980, foi proposta uma mira de dioptria removível para as espingardas IZh-54.

## Projeto
A IZh-54 é uma espingarda de cano liso sem cão, com os canos lado a lado.
Possui coronha e guarda-mão em nogueira ou faia. Possui canos cromados feitos de aço 50А (GOST 5160-49). As molas principais são feitas de aço cromo-vanádio 50ХФА (GOST 4543-48).

## Variantes
- IZh-54 (ИЖ-54) - foi produzida em três versões ligeiramente diferentes.[9]
- IZh-57 (ИЖ-57) - variante de calibre 16, desde 1957.[2]

## Operadores
- União Soviética[7]
- Ucrânia - elas estavam no território da RSS da Ucrânia nos tempos soviéticos, agora são permitidas como armas de caça civis.[10]
- Reino Unido[7] - número desconhecido de espingardas foram vendidas como armas de caça civis.
- Estados Unidos - a importação era permitida.[11]